# Ястребинка зонтичная

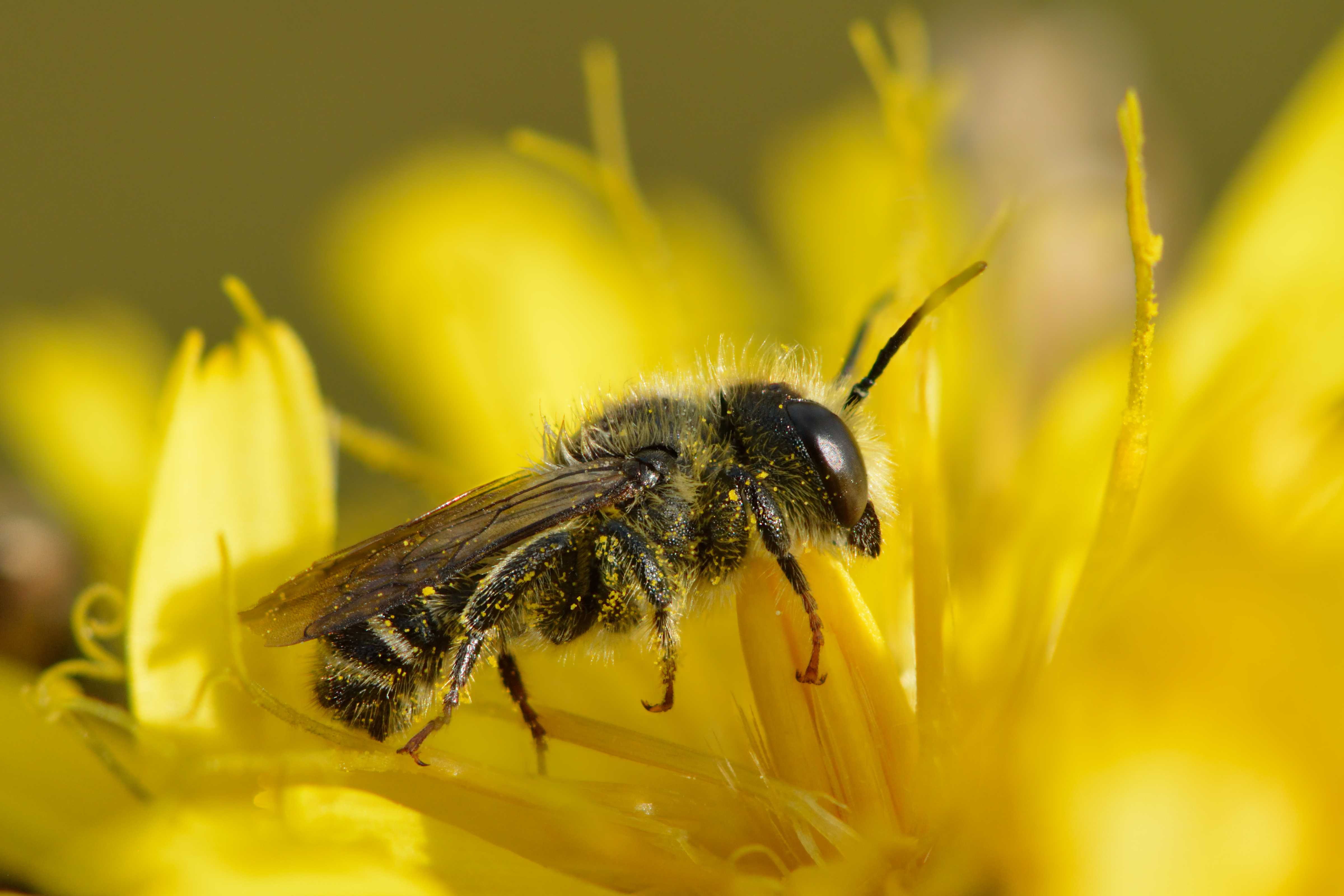
Пчёла из родa Мегахилы на ястребинке

Ястреби́нка зо́нтичная (лат. Hierácium umbellátum) — многолетнее травянистое растение, вид рода Ястребинка семейства Сложноцветные (Compositae).
Широко распространённое растение с многочисленными корзинками жёлтого цвета, с сидячими зубчатыми листьями.

## Ботаническое описание

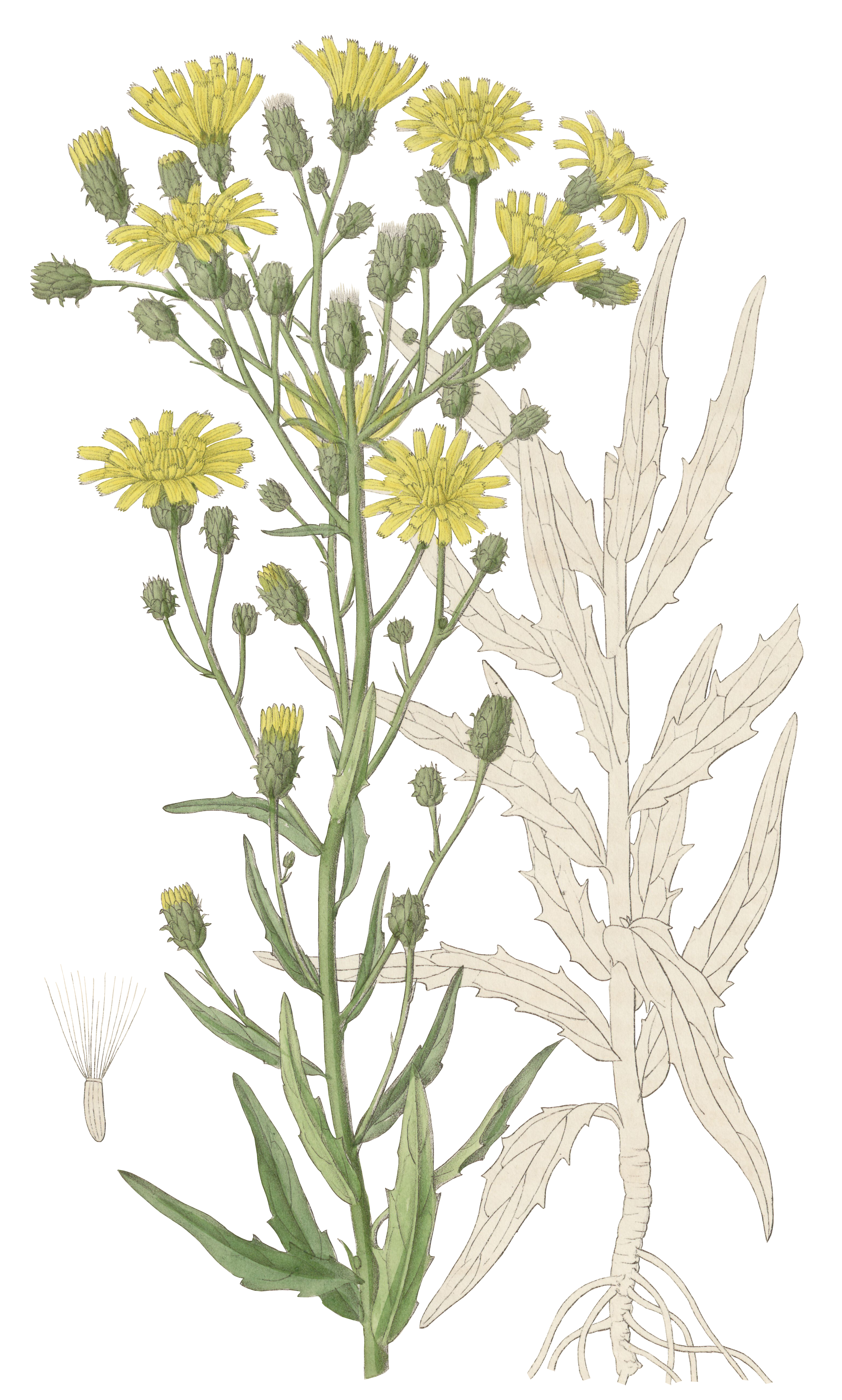

Многолетнее короткокорневищное травянистое растение с немногочисленными стеблями, часто с единственным стеблем, в нижней части нередко фиолетово-красноватым, одревесневающим, достигающее 100—170 см в высоту. Стебель опушён звёздчатыми волосками.
Листья многочисленные, равномерно расположенные по всему стеблю, в очертании от узколинейных до ланцетовидных, обычно с рассеяннозубчатым краем, редко цельнокрайные, обычно с клиновидным основанием, сидячие, тёмно-зелёные сверху и более светлые снизу. Нижняя поверхность покрыта звёздчатыми волосками, по жилкам с шипиковидными волосками, верхняя — нередко с рассеянным паутинистым опушением, без волосков.
Корзинки собраны в зонтиковидное до метёльчатого общее соцветие, часто многочисленные — до 140 и более на стебле, часть из них нередко недоразвиты. Цветоносы со звёздчатым опушением. Обёртки до 11—12 мм длиной, с тёмно-зелёными, реже светло-зелёными листочками, верхушки которых отогнуты. На обёртках может присутствовать различное редкое опушение — звёздчатое, железистое и простое. Все цветки язычковые, жёлтые. Рыльца жёлтые, затем темнеющие.
Семянки чёрного цвета.

## Распространение
Широко распространённое по всей Евразии и Северной Америке растение, полиморфное на протяжении ареала. Встречается в лесах и на лугах, на залежах.

## Классификация
Вид был впервые действительно описан Карлом Линнеем во 2-м томе Species plantarum, вышедшем 1 мая 1753 года: Hieracium foliis linearibus subdentatis sparsis, floribus subumbellatis — «ястребинка с линейными мелкозубчатыми немногочисленными листьями, с цветками в зонтиковидных соцветиях».

### Таксономия[2]
Hieracium umbellatum L., 1753, Sp. Pl. : 804
Вид Ястребинка зонтичная относится к роду Ястребинка семейства Астровые (Asteraceae) порядка Астроцветные (Asterales). Кладограмма в соответствии с Системой APG IV:
|  |                                      |  |                                   |                                   |                    |  | ещё 10 семейств | ещё 10 семейств |                      |  |                                                                       |  | еще 3077 подтвержденных и 7056 в статусе "непроверенных" видов и инфравидовых таксонов | еще 3077 подтвержденных и 7056 в статусе "непроверенных" видов и инфравидовых таксонов |  |
|  |                                      |  |                                   |                                   |                    |  | ещё 10 семейств | ещё 10 семейств |                      |  |                                                                       |  | еще 3077 подтвержденных и 7056 в статусе "непроверенных" видов и инфравидовых таксонов | еще 3077 подтвержденных и 7056 в статусе "непроверенных" видов и инфравидовых таксонов |  |
|  |                                      |  |                                   | порядок Астроцветные              |                    |  |                 |                 | род Ястребинка       |  |                                                                       |  |                                                                                        |                                                                                        |  |
|  |                                      |  |                                   | порядок Астроцветные              |                    |  |                 |                 | род Ястребинка       |  | 10 подтвержденных и 6 в статусе "непроверенных" инфравидовых таксонов |  |                                                                                        |                                                                                        |  |
|  | отдел Цветковые, или Покрытосеменные |  |                                   |                                   | семейство Астровые |  |                 |                 | Ястребинка зонтичная |  |                                                                       |  |                                                                                        |                                                                                        |  |
|  | отдел Цветковые, или Покрытосеменные |  |                                   |                                   |                    |  |                 |                 |                      |  |                                                                       |  |                                                                                        |                                                                                        |  |
|  |                                      |  | ещё 63 порядка цветковых растений | ещё 63 порядка цветковых растений |                    |  |                 | ещё 1804 рода   | ещё 1804 рода        |  |                                                                       |  |                                                                                        |                                                                                        |  |
|  |                                      |  |                                   | ещё 63 порядка цветковых растений |                    |  |                 |                 | ещё 1804 рода        |  |                                                                       |  |                                                                                        |                                                                                        |  |

### Инфравидовые таксоны
- в статусе подтвержденных 
  - Hieracium umbellatum subsp. bichlorophyllum  (Druce & Zahn) P.D.Sell & C.West 
  - Hieracium umbellatum subsp. brevifolioides  Zahn 
  - Hieracium umbellatum subsp. elisabethae  (Kem.-Nath.) Greuter 
  - Hieracium umbellatum subsp. filifolium  (Üksip) Tzvelev 
  - Hieracium umbellatum subsp. kluchoricum  (Kem.-Nath.) Greuter 
  - Hieracium umbellatum subsp. ogwenii  (E.F.Linton) W.R.Linton 
  - Hieracium umbellatum subsp. sublaetevirens  Zahn 
  - Hieracium umbellatum subsp. topaeanum  (Prodan) Greuter 
  - Hieracium umbellatum subsp. turfosum  (Kem.-Nath.) Greuter 
  - Hieracium umbellatum subsp. umbellatum  L.

- в статусе непроверенных по состоянию на декабрь 2022г.
  - Hieracium umbellatum f. latifolium  W.R.Linton 
  - Hieracium umbellatum f. praelongum  H.S.Pak 
  - Hieracium umbellatum var. boreale  (Fr.) Trautv. 
  - Hieracium umbellatum var. canadense  (Michx.) Breitung 
  - Hieracium umbellatum var. latifolium  (W.R.Linton) P.D.Sell 
  - Hieracium umbellatum var. sarniense  P.D.Sell

### Синонимы
- Hieracium acranthophorum var. acranthophorum
- Hieracium canadense f. canadense
- Hieracium canadense var. canadense  Michx.
- Hieracium hispidum  Forssk.
- Hieracium kalmii var. kalmii  L.
- Hieracium rigorosum var. nanusekense  Om.
- Hieracium rigorosum var. rigorosum
- Hieracium rigorosum var. sermilikense  Om.
- Hieracium rigorosum var. unanakense  Om.
- Hieracium salicifolium  Arv.-Touv.
- Hieracium scabriusculum f. scabriusculum
- Hieracium scabriusculum var. scabriusculum
- Hieracium umbellatum f. scabrum  Komar.
- Hieracium umbellatum f. umbellatum
- Hieracium umbellatum subsp. canadense  (Michx.) G.A.Guppy
- Hieracium umbellatum subsp. coronopifolium  (Hornem.) Fr.
- Hieracium umbellatum subsp. monticola  (Jord.) Nyman
- Hieracium umbellatum var. commune  Fr.
- Hieracium umbellatum var. coronopifolium  Bernh. ex Komar.
- Hieracium umbellatum var. mongolicum  Fr.
- Hieracium umbellatum var. umbellatum